# Храм Лоупань

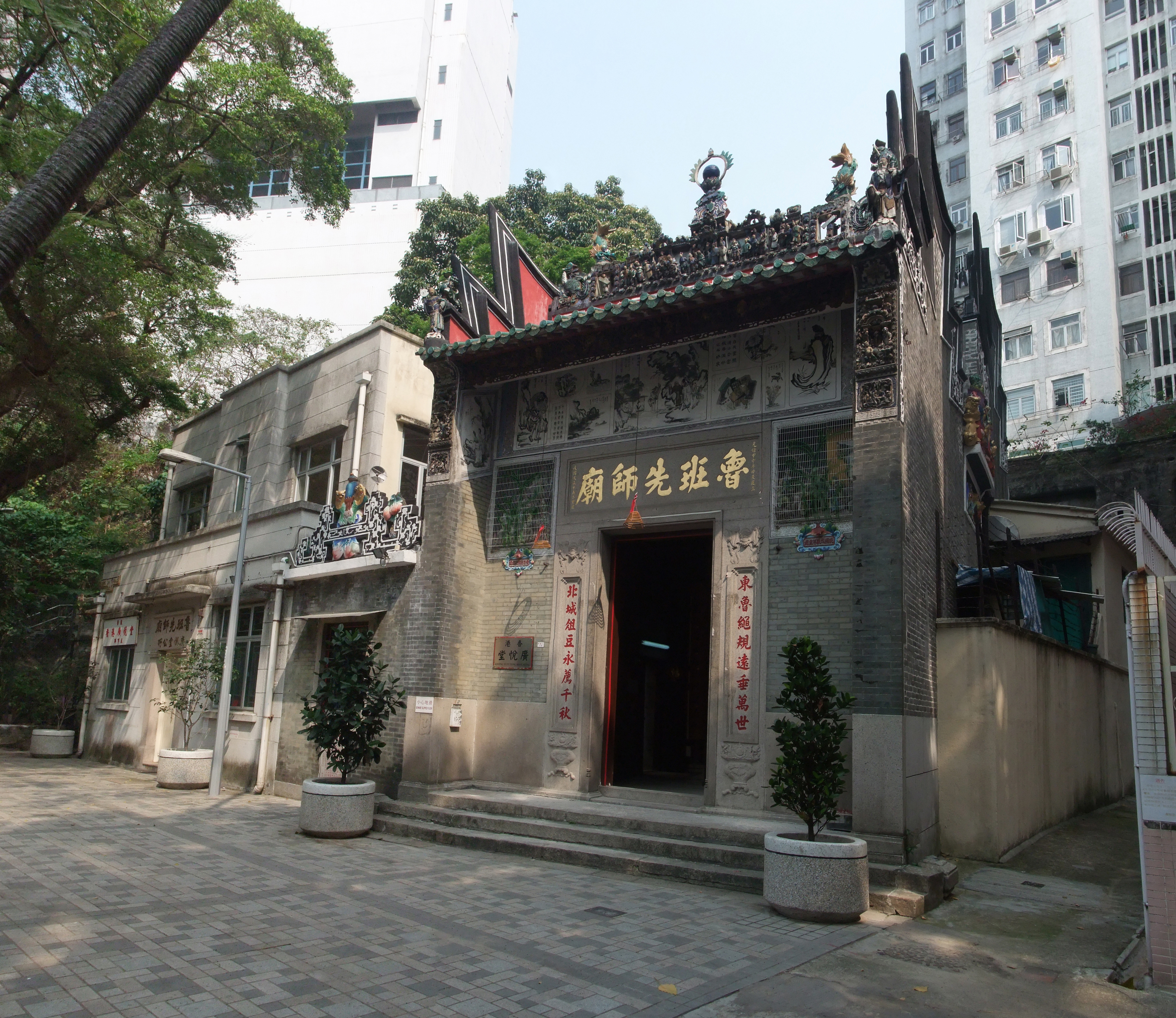
Храм Лоупань

Храм Лоупань (Lo Pan Temple, кит. трад. 魯班先師廟, упр. 鲁班先师庙, пиньинь Lǔbān xiānshī miào, палл. Лубань-сяньши-мяо, ютпхин: Lou5baan1 sin1si1miu2) — даосский храм, расположенный в Гонконге, в районе Сайвань (Кеннеди-Таун). Построен в 1884 году на средства влиятельной гильдии гонконгских строителей и пожертвования других коммерсантов из многих городов Гуандуна. Посвящён Лу Баню — покровителю китайских строителей, архитекторов и ремесленников (ежегодно в храме проводится посвящённый этому божеству праздник, сопровождаемый танцами льва и дракона). Это единственный храм в Гонконге, посвящённый Лу Баню, поэтому его посещают прихожане со всего административного района. С 2006 года является историческим памятником I категории по списку правительства Гонконга.
В 1921 году земля, на которой расположен храм Лоупань, перешла в собственность объединения Квонъюттхон. В 1928 году в храме были произведены первые реставрационные работы. В 1949 году Квонъюттхон был зарегистрирован как юридическое лицо и до сих пор управляет храмом (его штат состоит, главным образом, из представителей строительного бизнеса Гонконга). В том же 1949 году рядом с храмом были построены офис Квонъюттхон и средняя школа Хонъва, финансируемая объединением (позже офис Квонъюттхон переехал в Ваньчай, а его помещение в 1996 году было отдано начальной школе Хонъва). 
Храм имеет два внутренних двора, три зала, украшенных настенной живописью и глиняными скульптурами, и крышу с богатым оформлением (множество разноцветных скульптурок и религиозных символов). На обеих сторонах главных дверей есть гравюры китайских поэм, прославляющих вклад Лу Баня в архитектуру.